# Breda bicruciata
Breda bicruciata là một loài nhện trong họ Salticidae.
Loài này thuộc chi Breda. Breda bicruciata được Cândido Firmino de Mello-Leitão miêu tả năm 1943.